# Zentralafrikanische Wirtschafts- und Währungsgemeinschaft
Die Zentralafrikanische Wirtschafts- und Währungsgemeinschaft (frz. Communauté Économique et Monétaire de l’Afrique Centrale, abgekürzt CEMAC) ist ein 1994 durch die Zentralafrikanische Zoll- und Wirtschaftsunion (UDEAC) vereinbarter und 1999 in Kraft getretener Zusammenschluss von sechs zentralafrikanischen Staaten. Ihre gemeinsame Währung ist der CFA-Franc BEAC, ihre Zentralbank ist die Zentralafrikanische Zentralbank (BEAC) mit Hauptsitz in Yaoundé, Kamerun.

Mitgliedschaften in Organisationen

Die Währungsgemeinschaft grenzt an die Westafrikanische Wirtschafts- und Währungsunion (UEMOA). Alle Mitgliedsstaaten der CEMAC sind auch Mitglieder der Zentralafrikanischen Wirtschaftsgemeinschaft (CEEAC).

## Mitgliedstaaten
Mitglieder der Zentralafrikanischen Wirtschafts- und Währungsgemeinschaft sind:
- Äquatorialguinea
- Gabun
- Kamerun
- Republik Kongo
- Tschad
- Zentralafrikanische Republik

## Organe und Einrichtungen
- Währungsunion in Zentralafrika
- Die Wirtschaftsunion in Zentralafrika
- Die Konferenz der Staats- und Regierungschefs zur Festlegung der Gemeinschaftspolitik
- Der Ministerrat
- Das Exekutivsekretariat mit Sitz in Bangui (Zentralafrikanische Republik)
- Die Zentralafrikanische Zentralbank (BCEAO), mit Sitz in Yaoundé (Kamerun), zur Festlegung und Durchführung der Geldpolitik
- Die Entwicklungsbank der zentralafrikanischen Staaten (BDEAC), mit Sitz in Brazzaville (Kongo)
- Die Gerichtshof der  Gemeinschaft wird in N’Djamena (Tschad) installiert
- Das Finanzmarktkomitee von Zentralafrika (COSUMAF) mit Sitz in Gabun
- Die gemeinschaftliche Wertpapierbörse genannt Bourse des Valeurs Mobilières de l’Afrique Centrale (BVMAC)